# Чемпионат Европы по санному спорту 2012
43-й чемпионат Европы по санному спорту прошёл с 25 по 26 февраля 2012 года на санно-бобслейной трассе в деревне Парамоново, Московская область, Россия. В соревнованиях приняли участие 69 саночников из 11 стран Европы. Было разыграно 4 комплекта медалей. Одновременно с чемпионатом проходил 9-й (финальный) этап Кубка мира по санному спорту 2011/2012.
Звание чемпиона Европы удалось защитить только россиянке Татьяне Ивановой, ставшей лучшей на предыдущем первенстве в латвийской Сигулде. Она вложила решающий вклад в повторение лучшего выступления сборной России в истории чемпионатов Старого Света, выиграв также золото в составе эстафетной команды. С 2 золотыми медалями хозяева соревнований победили в медальном зачёте турнира (аналогичного успеха команда добивалась только в 2010 году).

## Медалисты
Лучшие в одноместных санях и двойках определялись по сумме двух заездов.

### Мужчины
| Дисциплина                         | Золото                              | Золото   | Серебро                                 | Серебро | Бронза                                 | Бронза |
| ---------------------------------- | ----------------------------------- | -------- | --------------------------------------- | ------- | -------------------------------------- | ------ |
| Одноместные сани (26 февраля 2012) | Анди Лангенхан Германия             | 1:31.876 | Армин Цоггелер Италия                   | +0.085  | Феликс Лох Германия                    | +0.166 |
| Двойки (25 февраля 2012)           | Австрия · Петер Пенц · Георг Фишлер | 1:31.688 | Германия · Тобиас Вендль · Тобиас Арльт | +0.149  | Германия · Тони Эггерт · Саша Бенеккен | +0.264 |

### Женщины
| Дисциплина                         | Золото                 | Золото   | Серебро                 | Серебро | Бронза                   | Бронза |
| ---------------------------------- | ---------------------- | -------- | ----------------------- | ------- | ------------------------ | ------ |
| Одноместные сани (25 февраля 2012) | Татьяна Иванова Россия | 1:32.262 | Татьяна Хюфнер Германия | +0.235  | Коринна Мартини Германия | +0.247 |

### Смешанные командные соревнования
| Дисциплина                 | Золото                                                                              | Золото   | Серебро                                                                    | Серебро | Бронза                                                                            | Бронза |
| -------------------------- | ----------------------------------------------------------------------------------- | -------- | -------------------------------------------------------------------------- | ------- | --------------------------------------------------------------------------------- | ------ |
| Эстафета (26 февраля 2012) | Россия · Татьяна Иванова · Альберт Демченко · Владислав Южаков/ · Владимир Махнутин | 2:31.975 | Германия · Татьяна Хюфнер · Анди Лангенхан · Тобиас Вендль/ · Тобиас Арльт | +0.233  | Италия · Сандра Гаспарини · Армин Цоггелер · Кристиан Оберштольц/ · Патрик Грубер | +0.243 |

## Медальный зачёт
Медали завоевали представители 4 стран-участниц.
 Принимающая страна
| Место | Страна   | Золото | Серебро | Бронза | Всего |
| ----- | -------- | ------ | ------- | ------ | ----- |
| 1     | Россия   | 2      | 0       | 0      | 2     |
| 2     | Германия | 1      | 3       | 3      | 7     |
| 3     | Австрия  | 1      | 0       | 0      | 1     |
| 4     | Италия   | 0      | 1       | 1      | 2     |
| Всего | Всего    | 4      | 4       | 4      | 12    |